# Лаанеотс, Антс
Антс Лаанеотс (эст. Ants Laaneots; род. 16 января 1948, Килинги-Нымме, Эстонская ССР) — советский и эстонский военнослужащий, генерал; командующий Силами обороны Эстонии (2006—2011).

## Биография
Родился 16 января 1948 года в Килинги-Нымме, в семье хуторянина.
В марте 1949 года с матерью и дядей подверглись ссылке в Сибирь, в деревню Темра Красноярского края. В 1958 году вернулись в Эстонию. В 1965 году окончил среднюю школу в Килинги-Нымме, а затем учился в Харьковском высшем танковом училище и в Академии бронетанковых войск им. Малиновского в Москве.
С 1970 по 1978 годы служил в танковой дивизии на Украине, а с 1981 по 1987 годы — в Восточном Казахстане в мотострелковой дивизии, а затем был начальником штаба 78-й танковой дивизии, которая базировалась в Восточном Казахстане.
С марта 1987 по август 1989 годов участвовал в гражданской войне в Эфиопии советником командующего пехотной дивизией, потом — советником 12-го армейского корпуса армии Эфиопии.
С августа 1989 года проживает в Эстонии, где исполнял обязанности военкома Тарту, начальника Главного штаба Сил обороны и начальника Балтийского центра исследований обороны.
С 2001 по 2006 годы — начальник Объединенных учебных заведений Сил обороны Эстонии.
С 5 декабря 2006 по 5 декабря 2011 года — командующий Силами обороны Эстонии.
В Советской армии дослужился до звания полковника (присвоено в 1987 г.). Звание Генерал-лейтенанта присвоено в 2008 году, звание генерала — в 2011.

## Деятельность членом Рийгикогу
Является членом Рийгикогу. Вместе с Урмасом Круузе предложил добавить вопрос в предлагаемом референдуме о закреплении брака в Эстонии только между мужчиной и женщиной с вопросом "Жили бы мы лучше, если Республика Эстонии была бы в составе Российской Федерации?" Данная поправка вопроса была раскритикована и премьером Эстонии Юри Ратасом, и министром финансов и министром иностранных дел. Предложение левой оппозиции войти в состав России было прокомментировано и в российских СМИ.

## Награды
Награды — 1 орден и 6 медалей СССР, Крест орла II класса и 8 других наград (ЭР).

## Семейное положение
Холост, бывшая супруга проживает на Украине, имеются сын и дочь.

## Цитаты
О малайзийском Боинге. На следующий день после падения малайзийского Боинга на Украине заявил « Теперь окончательно выяснено, что Боинг сбит российским (именно так, а не „российского производства“) противовоздушным комплексом средней дальности БУК. Этот комплекс, точнее целое подразделение, было передано сепаратистам российской стороной, и очевидно по личному разрешению Путина.»
«У украинских вооружённых сил на Юго-Востоке нет средств ПВО среднего и дальнего радиуса действия.»
«Сейчас Россия пытается срочно замять это дело. Об этом говорит приказ сепаратистам найти и переправить чёрные ящики через российскую границу.»
О русских. «Наша беда здесь в Эстонии и в Западной Европе, что люди, в том числе и политики младшего поколения не знают и не понимают особенностей русского менталитета. Если говорить об основах русского менталитета, то на Западе не могут понять, что для русских держава главнее личного благополучия».